# Erklärung der 46
Die Erklärung der 46 war ein geheimer Brief, den 46 führende sowjetische Kommunisten am 15. Oktober 1923 an das Zentralkomitee der Kommunistischen Partei Russlands sandten. Er folgte auf einen Brief Leo Trotzkis vom 8. Oktober desselben Jahres und wird als eines der ersten Dokumente der linken Opposition bezeichnet.
Wie Trotzkis Brief äußerte auch diese Deklaration Protest gegen die aktuelle Politik der Führung um Josef Stalin und die Zustände in Partei und Staat. Es gebe eine enge Verbindung zwischen der Wirtschaftskrise und inneren Fehlentwicklungen. „Angesichts einer durch solche engstirnigen Manipulationen entstellten Parteiführung hört die Partei in beträchtlichem Maße auf, jenes lebendige, an Eigeninitiative  reiche Kollektiv zu sein...“ Auf ihren Versammlungen gehe bereits „Angst“ vor den Sekretären um, die „freie Diskussion“ sei „faktisch verschwunden“.
Trotzkis Unterschrift fehlt zwar unter der Deklaration, doch abgesehen von der großen zeitlichen wie inhaltlichen Übereinstimmung beider Texte haben die Deklaration auch Trotzkis engste Mitarbeiter unterschrieben wie J. Preobraschenski oder G. Pjatakow. Zu den Unterzeichnern gehörten ferner L. Serebrjakow, A. Beloborodow, W. Antonow-Owsejenko, I. Smirnow, W. Obolenski, N. Muralow, L. Sosnowski, A. Bubnow, A. Woronski, J. Bosch, J. Drobnis, W. Jakowlewa, sowie die Anhänger der Gruppe Demokratische Zentralisten T. Sapronow, Rafail B. Farbman, W. Smirnow und M. Boguslawski.
Die meisten der Unterzeichner der Erklärung wurden Ende der 1930er-Jahre Opfer des Großen Terrors.